# Васил Петров (художник)
Вижте пояснителната страница за други личности с името Васил Петров.
Васил Петров е български художник, живописец.
Роден е през 1961 г. в Бега. 1981 г. завършва училище за изящни изкуства „Проф. Илия Петров“ – София и учителски институт. Работи в областта на кавалетната и монументалната живопис. Участва в множество международни, национални представителни и групови изложби и пленери. Реализирал над тридесет самостоятелни изложби. От 1990 г. е член на Съюза на българските художници и на Международна фондация за пластични изкуства IAA, UNESCO. 1997 – 2002 г. е председател на Представителството на СБХ в Пазарджик. 2002 – 2004 г. е председател на Дружеството на пазарджишките художници. От 2004 г. е председател на „Алианс за прогрес“ – Пазарджик.

## Награди
- 1992 г. – Годишна награда за живопис, Пазарджик
- 1993 г. – Годишна награда „Георги Машев“, Пазарджик
- 1995 г. – Годишна награда за живопис, Пазарджик
- 1997 г. – Награда на СБХ за Млад автор, София
- 1997 г. – Награда на Галерия Спектър, Велико Търново
- 1998 г. – Годишна награда „Георги Машев“, Пазарджик
- 2007 г. – Награда на Община Пазарджик
- 2008 г. – Автор на годината на Галерия Актив Арт, Варна
- 2009 г. – Автор на годината на Галерия Актив Арт, Варна

Картини на Васил Петров са притежание на:
- Градска Художествена Галерия „Никола Петров“, Видин
- Градска Художествена Галерия „Станислав Доспевски“, Пазарджик
- Дворец на Културата и Спорта, Варна
- Галерия „Цвета“, Велинград
- Istituto dArte Fortonato De Pero, Италия
- Колекции Паганел, Италия
- Комплекс Димят, Варна; Санита; Бон Марине; М-САТ
- публично-частни колекции в страната и чужбина

vassilpetrov.eu